# Juan Enríquez Cabot
Juan Enríquez Cabot (1959) es un académico y comerciante mexicano. Es Director Gestor de Excel Administración de Aventura.

## Biografía
Enríquez es hijo del político mexicano Antonio Enríquez Savignac. Su madre era Marjorie Cabot Lewis, perteneciente a la familia Cabot, de gran prestigio en Boston, Massachusetts.

### Trayectoria Académica
Fue el director fundacional del Proyecto de Ciencias de la Vida en la Escuela de Negocios Harvard (en siglas inglesas HBS), y socio del centro de Harvard para Asuntos Internacionales. Su trabajo ha sido publicado en Harvard Business Review, Foreign Policy, Science, y The New York Times. Enríquez tiene numerosas publicaciones, aunque la mayor parte de su obra no está disponible en español. Una excepción es: Mientras el Futuro Te Alcanza (Negocio de Corona, 2005).
Enríquez ha ejercido una notable influencia en los ámbitos económicos y políticos de la Biología y ciencias afines. Es actualmente Presidente y CEO de Biotechonomy LLC, una empresa de inversión e investigación en ciencias biológicas.
Ha publicado varios artículos claves, entre los cuales "Transformando Vida, Transformando Negocio: la Revolución de Ciencia de la Vida," junto con Ray Goldberg, el cual recibió un Premio McKinsey en 2000 (2.º puesto). Enríquez también contribuyó al primer mapa global de flujo de datos nucleótidos, así como HBS Working Papers sobre "Ciencias de la vida en los países de habla árabe," "Dato de Ciencia de Vida Global Flujos y el LO industria," "SARS, Viruela, y Empresarial Inusual," y "Tecnología, Búsqueda de Gen y Competitividad Nacional." Harvard Empresarial. Juan fue elegido como uno de los profesores mejores en HBS y exhibió su trabajo en su primer conjunto de productos de facultad.
Enríquez ha trabajado en una variedad de Juntas Directivas que incluyen Cabot Empresa, Zipongo, ShapeUp, Genómica Sintética, El Harvard Consejo consultivo de Genética Escolar Médico, el consejo Internacional del Presidente de la Sociedad de América, el Comité de Visitar de David de Harvard Rockefeller Centro, Tufts Universidad  EPIIC, TED Confianza de Cerebro, Harvard Escuela Empresarial PAPSAC, WGBH, y el Museo de Ciencia (Boston).
Enríquez formó parte de una expedición investigadora a través del mundo dirigida por J. Craig Venter, científico que participó en la secuenciación del genoma humano. En este viaje por etapas tomaron muestras de los genomas microbianos de los océanos. Esta expedición implicó un número de instituciones y becas superiores que incluyen El Instituto para Búsqueda Genómica, Agujero de Bosque Institución Oceanográfica, El Club de Exploradores, y Prof. E. O. Wilson. Esto le dirigió al descubrimiento de un número sin precedentes de nuevas especies.
Anteriormente fue CEO de la empresa de Desarrollo Urbano de Ciudad de México, y miembro de la comisión de Paz que negoció el alto el fuego con la rebelión zapatista de Chiapas.
Es licenciado de Harvard, de donde obtuvo un Bachelor (1981) y un MBA con honores (1986).